# Носань Володимир Анатолійович
Носа́нь Володи́мир Анато́лійович (нар. 10 червня 1970, Балаклія) — український художник, працює в жанрах книжкової графіки, портрету, пейзажу.   Викладач Харківської державної академії дизайну і мистецтв. Заслужений діяч мистецтв України.

## Біографія
Народився у 1970 році у м. Балаклія Харківської обл.. Закінчив Харківське державне художнє училище (1987–1992) та Харківський художньо-промисловий інститут (1992–1998, тепер Харківська державна академія дизайну та мистецтв), де навчався у майстернях В. Звольського та В. Гонтарова. Дипломна робота «Селянський Всесвіт» із 7 літографій стала ключовою в його подальшій творчості.
На початку 1990-х учасник молодіжного об'єднання художників «Кут».
З 1995 року — бере участь у виставках та співпрацює з видавництвами. З 2000 р. викладає на кафедрі рисунку Харківської державної академії дизайну і мистецтв.
Член ХОО Національної спілки художників України з 2003 року. Учасник обласних, всеукраїнських та закордонних виставок.
Персональні виставки:
- Травень 2017 — «Від Слобожанщини до Карпатських гір» (кулуари Верховної Ради України)[4].
- Січень-лютий 2018 — «Селянський Всесвіт» (Сумська міська галерея)[5].

Основні твори: літографії «Страшний сон» (1998), «Смачний борщ» (1998); ілюстрації до творів Горація (2002); полотна «Після свята» (2001), «Святий вечір» (2004).
У січні 2018 присвоєно звання «Заслужений діяч мистецтв України»